# 15/16
《15/16》，無綫電視（TVB）的一個遊戲節目，宣傳口號是「十五十六，唔玩唔舒服（十五、十六，不玩不舒服）」。
《15/16》的讀法「十五十六」，是成語「舉棋不定」在粵語口語的說法。這個遊戲主要內容事實上只是一種提供兩項選擇的問答遊戲，但仍然受到歡迎的原因，主要是因為主持製造的氣氛，並與參賽嘉賓引起笑料。
《15/16》原本是一個由觀眾參賽的節目，只在最初數集邀請藝人作示範賽。結果在第10集進行過唯一一次觀眾作賽後，改為全由藝人參賽。

## 森美小儀版（1至41集）
2006年3月5日至5月7日開始逢星期日21:30播映，每集半小時，由5月29日起改由逢星期一至五22:30播出。因節目調動關係，15/16於6月12日暫停播映一次。由7月12日起至8月17日期間播出星級加強版。
在首10集，因為同一組嘉賓的錄影須於兩集播畢，有不少「隨時出局」的題目在後期製作中被剪掉。第11集起因為改成平日每天播出，前者的限制得以放寬，絕大部分題目均能播出。

### 主持
- 森美、阮小儀

#### 助手
- 陳丹丹、李思雅、黃淑君 （第11集起）

### 遊戲玩法
每一集遊戲開始前，參賽者（主要是藝員）均會進行其中一個熱身活動（如果該集的參賽者與上集的參賽者相同的話就不會進行，而會直接進入「隨時出局」），例如「舉旗不定」，「Ba Bi Bu Be Bo」，「大兵步操」，「大水缸」，「掟水樽」，「拉拉扯扯」等。本部份屬於不計分環節。
- 「舉旗不定」
  - 參賽者均持有紅色旗子和白色旗子各一。主持人會讀出一個物件，如果該物件是紅色的，參賽者須舉起紅色旗子，反之亦然。題目可能會被更改（例如「有腳的物件」、「藝人的真名及藝名」），在這個情況下，每隻旗子均代表一個選項，玩法類同。本遊戲須所有參賽者同時參與。

- 「Ba Bi Bu Be Bo」
  - 參賽者須順序以ば（Ba）、び（Bi）、ぶ（Bu）、べ（Be）、ぼ（Bo）五個日文發音，唱完指定歌曲的旋律（通常為經典兒歌「有隻雀仔跌落水（London Bridge is Falling Down）」、經典綜藝節目「歡樂今宵」開場曲、劇集上海灘主題曲首四句）。初期參賽者須以一個跟一個的形式作賽；後期為了增加難度和趣味性，改為二人同時作賽。

- 「大兵步操」
  - 由主持負責唸口令，以一對一的方式進行。
    - 大兵步操 - 參賽者須進行步操
    - 大兵手停 - 參賽者須垂下雙手，繼續腳部動作
    - 大兵腳停 - 參賽者須站立不動，繼續手部動作

- 「拉拉扯扯」
  - 兩名參賽者須套上同一個特製紙圈（容易撕破的大方形紙，中間切開一個圓形的大洞），並用頸部肌肉將其撕破，令對手離開紙圈；最後仍戴著紙圈的人為勝方。

之後就會進行「隨時出局」遊戲，各參賽者需要回答問題（通常是看片段後回答問題，有時是真人題（涉及主持、某特別技能的高手或懂粵語的外籍人士示範的題目）或文字題）。每道問題均設有「15」及「16」兩個選項（初期為「A」及「B」）。問題的難度會隨獎金增加而增加。首先問答問題的參賽者可在另一方作答後「轉軚」（改變選擇），兩位參賽者（或隊伍）可輪流獲得此權利。在這環節中，答錯兩條題目的參賽者（或隊伍）則會被出局，對方如果還沒有答錯兩條題目的參賽者（或隊伍）則可進入下一環節：「身家十倍」（如果兩位參賽者（或隊伍）同時答錯第二條題目，雙方須同時被淘汰，「身家十倍」亦不會進行）。
在環節「身家十倍」中，出線的參賽者（或隊伍）可選擇「低風險」或「高風險」。「低風險」只有四隻牌，而「高風險」則有六隻牌，而且只有「高風險」才有「十倍」那隻牌。
- 「低風險」
  - 「X」- 一無所有
  - 「X」- 一無所有
  - 「1」- 一成不變
  - 「2」- 兩倍
- 「高風險」
  - 「X」- 一無所有
  - 「X」- 一無所有
  - 「X」- 一無所有
  - 「X」- 一無所有
  - 「1」- 一成不變
  - 「10」- 身家十倍

參賽者須先選擇一隻牌，森美亦會選擇另一隻牌。然後森美會用身上的斗篷掩護自己，窺看被選中的兩隻牌。此時參賽者會擁有和得分相同的金額作為籌碼。然後，森美會游說參賽者用部份籌碼和他交換牌子，該金額可隨時變動，參賽者如欲交換牌子，可跟森美議價。參賽者亦可以保留自己所選擇的牌子，或者重新選擇其他沒有被選的牌子。當參賽者作出最終決定後，森美會先翻開自己的牌，再翻開參賽者最後選定的牌，該牌子的數字和當時參賽者剩下的籌碼相乘，就是勝方的得獎金額。
在節目初期，使用了橫向式牌架作本環節道具。後來改用直立式牌架，並於每一格下方安裝小燈泡，森美亦以按燈代替翻牌。森美亦會在參賽者當時的選擇上插上「15/16」旗子以茲識別。

### 嘉賓
- 第01-02集：陳百祥、容祖兒、吳家樂、薛凱琪、廖碧兒、古巨基、袁彩雲、梁漢文
- 第03-04集：郭晉安、陳浩民、吳日言、楊　怡、周麗淇、官恩娜、劉浩龍、陳敏之
- 第05-06集：楊千嬅、韓君婷、蒙嘉慧、林敏驄、馬浚偉、伍衛國
- 第07-08集：方力申、鄭希怡、馬德鐘、鄧麗欣、向海嵐、陳松伶
- 第09-10集：Soler、楊思琦、徐子珊、一般參賽者
- 第11-13集：鄭裕玲、葛民輝、謝天華、Twins、鄭嘉颖
- 第14-15集：吳卓羲、梅小惠、李樂詩、I Love You Boyz
- 第16-18集：鄧萃雯、黎耀祥、商天娥、馬國明、葉　童、Shine
- 第19-21集：蔣雅文、李逸朗、葉翠翠、吳雨霏、楊愛瑾、利嘉兒
- 第22-23集：古巨基、傅明憲、吳家樂、陶大宇
- 第23-24集：胡　楓、關智斌、夏　雨、姚嘉妮、EO2
- 第25-26集：鄭丹瑞、伍詠薇、苑瓊丹、盧苑茵、曹永廉、喬寶寶
- 第27-29集：鄭文雅、焦　媛、張美妮、陳苑淇、李彩華、黎諾懿、洪天明、周汶錡
- 第30-31集：林文龍、蒙嘉慧、陳芷菁、蔡子健、姚樂怡、鍾嘉欣
- 第32-34集：吳卓羲、梁靖琪、黃浩然、薛凱琪、鄒凱光、鈴木仁、陳秀珠、鄧梓峰、2R、空中喱民（張家豐、詹志民）
- 第35-37集：陳小春、林曉峰、楊秀惠、郭芯其、郭少芸、康華、王賢誌、陸詩韻
- 第37-41集：梁詠琪、何韻詩、蔡少芬、楊崢、黃淑儀、湯盈盈、戴夢夢

### 收視
- 第01-05集：32點，28點，27點，29點，25點
- 第06-10集：28點，25點，31點，22點，23點
- 第11-15集：31點
- 第16-20集：28點
- 第21-24集：26點
- 第25-29集：28點
- 第30-34集：30點
- 第35-39集：32點

## 星級加強版（42至68集）
由2006年7月12日至8月17日，逢星期一至五播映，改為15/16星級加強版。
森美和阮小儀因為商業電台節目架勢堂的「我最想非禮的女藝人」投票風波影響，須停工至8月中；無線電視亦以和兩位主持約滿為由，完結本節目。然而本節目收視不俗，製作人打算「添食」，但是商業電台規定森美及阮小儀不能在停工期間接下新的兼職工作，二人故暫時不能主持。為延續本節目，無線電視遂製作特別版本「星級加強版」，並安排受歡迎的遊戲節目主持擔任「星級主持」，直至森美和阮小儀復工為止。

### 星級主持
- 星級加強版第1至7集－鄭裕玲（一筆OUT消、百法百眾）
- 星級加強版第8至9集－林曉峰、錢嘉樂（超級無敵獎門人）
- 星級加強版第10至12集－林曉峰、曾志偉（超級無敵獎門人）
- 星級加強版第13至18集－陳百祥（運財智叻星）
- 星級加強版第19至24集－沈殿霞、吳家樂（公益開心百萬Show）
- 星級加強版第25集至27集－梁榮忠、楊思琦（殘酷一叮第一、二季）
  - 李克勤因製作專輯「李克勤演奏廳II」而放棄主持，由東張西望拍檔楊思琦代替）

### 助手
- 陳丹丹、李思雅

### 遊戲玩法
與普通版大致相同，但熱身活動則沒有特定的，而在環節「身家十倍」中，出線的參賽者（或隊伍）可選擇「低風險」或「高風險」。「低風險」只有4隻牌，而「高風險」則有6隻牌，而且只有「高風險」才有「歐羅」出現。
- 「低風險」
  - 「X」- 一無所有
  - 「X」- 一無所有
  - 「$」港元 - 一成不變
  - 「RM」馬來幣 - 兩倍
- 「高風險」
  - 「X」- 一無所有
  - 「X」- 一無所有
  - 「₩」韓圜 - 0.008倍
  - 「¥」日元 - 0.064倍
  - 「$」港元 - 一成不變
  - 「€」歐羅 - 身家十倍

除了原本玩法之外，參賽者可不限次數，以小量金額（由主持人決定）要求主持人先窺看某一隻牌，再由他作出表情反應或簡單提示，協助參賽者作出抉擇。本追加玩法亦適用於森美小儀版以後的集數。另外，和森美小儀版不同，在雙主持的情況下，兩位主持均可窺看牌子。

### 嘉賓
- 第42-44集：薛家燕、林敏驄、陳伶俐、鄧健泓、鄧上文、鄧英敏、李思欣
- 第45-46集：譚小環、陳嘉容、麥玲玲、姚安娜、安德尊
- 第47-48集：歐陽震華、鍾嘉欣、陳法拉、梁烈唯、唐詩詠、鄭俊弘
- 第49-50集：姜大衛、苗僑偉、黃德斌、黃宗澤
- 第51-53集：宣萱、羅霖、歐倩怡、譚玉瑛、蓋世寶、許紹雄、吳國敬
- 第54-56集：彭健新、滕麗名、周麗淇、吳日言、李嘉慧、馬詩慧、王合喜
- 第57-59集：李克勤、蘇玉華、簡炳墀、姚子羚、蔡淇俊、和田裕美、鄧穎芝、Krusty
- 第60-62集：石修、吳美珩、陳錦鴻、蔣志光、陳曼娜、劉玉翠、江芷妮、李亞男
- 第63-65集：岳華、李琳琳、劉曉彤、袁彩雲、胡楓、崔建邦、宋芝齡
- 第66-68集：陳國邦、羅敏莊、張崇基、張崇德、陳芷菁、李綺雯、胡美儀、呂珊、朱潔儀、李詩韻

### 收視
- 星級版第1週（第40-44集）：33點收視（星期一二主持人森美、小儀，及星期三至五主持人鄭裕玲）
- 星級版第2週（第45-49集）：29點收視（星期一至四主持人鄭裕玲，星期五主持人錢嘉樂、林曉峰）
- 星級版第3週（第50-54集）：31點收視（星期一主持人錢嘉樂、林曉峰，星期二至四主持人林曉峰、曾志偉，星期五主持人陳百祥）
- 星級版第4週（第55-59集）：31點收視（星期一至五主持人陳百祥）
- 星級版第5週（第60-64集）：31點收視（星期一至五主持人沈殿霞及吳家樂）
- 星級版第6週（第65-69集）：29點收視（星期一主持人沈殿霞及吳家樂，星期二至四主持人楊思琦及梁榮忠，星期五主持人森美、小儀）

## 森美小儀版（69至82集）
由2006年8月18日至9月6日，逢星期一至五22:30播映

### 主持
- 森美、阮小儀（助手：陳丹丹、李思雅、黃淑君）
  - 第81集由嘉賓陳奕迅主持，森美和阮小儀成為參賽者

### 遊戲玩法
與星級加強版大致相同，而熱身活動則與普通版大致相同。和初期不同的是，由於嘉賓較多，熱身活動會分拆數晚播出。

### 收視
- 第70-74集：30點收視
- 第75-79集：28點收視
- 第80-82集：27點收視

## 電視迷大挑戰（83至101集）
由2006年10月23日至11月17日，逢星期一至五22:30播映（因節目調動關係，11月10日暫停播映一次）

### 主持
10月23日-11月15日
- 森美、阮小儀

11月15日-11月17日 
- 森美、李綺雯

#### 助手
- 陳丹丹、李思雅

### 遊戲玩法
與普通版大致相同，遊戲是為了配合無綫電視39週年台慶而播映，因此問題內容全都是環繞無綫電視的，熱身活動則沒有特定的，而在環節「身家十倍」中，出線的參賽者（或隊伍）沒有「低風險」或「高風險」選擇。參賽者只能從6隻牌中選擇其中一隻。
- 「X」- 一無所有
- 「X」- 一無所有
- 「X」- 一無所有
- 「1」- 一成不變
- 「5」- 五倍
- 「10」- 身家十倍

### 15/16 隨時出局
- 83-86集：① 容祖兒($40,000) 勝葛民輝，② 古巨基($40,000) 勝佘詩曼，③ 譚小環與徐子珊($20,000) 勝胡楓
- 87-89集：① 鍾欣桐($40,000) 勝唐劍康（Donald）與朱薰，② 吳家樂與夏雨打和黎耀祥與黎諾懿
- 90-91集：① 關智斌與吳日言($20,000) 勝伍衛國，② 洪天明打和高鈞賢與胡諾言
- 92-93集：① 安德尊與黃宇詩($20,000) 勝湯盈盈與徐淑敏，② 朱凱婷與楊崢($40,000)勝林敏驄
- 94-97集：① 關心妍($20,000)勝Sun Boy'z，② 江欣燕($10,000)勝童愛玲，③ 司徒瑞祈與唐詩詠($20,000)勝楊思琦
- 98-99集：① 秦煌打和袁彩雲與陳嘉容，② 黃淑儀($20,000)勝羅冠蘭
- 99-101集：① 谷德昭與谷祖琳($30,000)勝郭偉亮（Eric Kwok）與鄭希怡，② 葉翠翠與林莉($6,000) 勝杜汶澤

### 收視
- 第83-87集：26點收視
- 第88-92集：25點收視
- 第93-96集：24點收視
- 第97-101集：25點收視

## 電視迷終極大挑戰（102集）
15/16電視迷終極大挑戰在11月18日星期六22:30-23:30播映

### 主持
- 森美、阮小儀（助手：陳丹丹、李思雅）

### 嘉賓
此集嘉賓全是從未在15/16各版本勝出過的。
- 男子組：葛民輝（種子嘉賓）、黎耀祥、吳家樂、伍衛國、胡諾言、胡　楓
- 女子組：楊思琦（種子嘉賓）、袁彩雲、徐淑敏、姚子羚、鄭希怡、張美妮

### 遊戲玩法
與電視迷大挑戰版相同，遊戲是為了配合無綫電視39週年台慶而播映，因此問題內容全都是環繞無綫電視的，熱身活動是『超級無敵馬拉松』。熱身賽後，各位嘉賓被分成男子組、女子組來進行不同的淘汰賽。男子組與女子組淘汰賽的勝方會和種子嘉賓代表自己的組別參加15/16 隨時出局，勝方的組別將會獲得獎金$88,888。

### 淘汰賽
- 男子組：
  - 歡樂咭：吳家樂被淘汰出局
  - 時來運到：胡楓與伍衛國勝黎耀祥與胡諾言
  - 開門匙：胡楓勝伍衛國
- 女子組：
  - 幸運星：徐淑敏被淘汰出局
  - 時來運到：姚子羚與袁彩雲勝鄭希怡與張美妮
  - 開門匙：姚子羚勝袁彩雲

- 時來運到玩法：
  - 搶答問題後可在十六格方塊內配對相同獎品圖案，配對成功後會再出現新圖案，猜中圖案的謎底的一方勝出。

### 15/16 隨時出局
- 葛民輝與胡楓勝楊思琦與姚子羚
- 男子組全體參賽隊員獲得獎金$88,888

### 收視
- 第102集：27點收視

## 獎項
- 萬千星輝頒獎典禮2006（最佳節目主持：森美）

## 註解
廣東話的「十五十六」意思是指一個人的決定七上八落，拿不定主意。《15/16》是一個只提供兩項選擇的問答遊戲，正是這個意思。

## 外部連結
延伸閱讀
- 森美--謙虛是福

外部連結
- 15/16 - TVB官方網頁
- I Love SK 最新情報（页面存档备份，存于）
- 森美小儀相片集[]